# Jamey Sheridan
James Patrick Sheridan (Pasadena, 12 luglio 1951) è un attore statunitense.

## Biografia
Sheridan è attivo dal 1981 ed il successo arriva nel 2001 con il film L'ultimo sogno.
In televisione è noto per aver interpretato il capitano James Deakins nelle prime cinque stagioni della serie Law & Order: Criminal Intent.

### Vita privata
È sposato dal 1993 con l'attrice Colette Kilroy, dalla quale ha avuto tre figli.

## Filmografia parziale

### Cinema
- Lettere d'amore (Stanley & Iris), regia di Martin Ritt (1990)
- Caro Babbo Natale (All I Want for Christmas), regia di Robert Lieberman (1991)
- Una estranea fra noi (A Stranger Among Us), regia di Sidney Lumet (1992)
- Tempesta di ghiaccio (The Ice Storm), regia di Ang Lee (1997)
- L'ultimo sogno (Life as a House), regia di Irwin Winkler (2001)
- The East, regia di Zal Batmanglij (2013)
- Il caso Spotlight (Spotlight), regia di Tom McCarthy (2015)
- Sully, regia di Clint Eastwood (2016)
- La battaglia dei sessi (Battle of the Sexes), regia di Jonathan Dayton e Valerie Faris (2017)
- Driven - Il caso DeLorean (Driven), regia di Nick Hamm (2018)

### Televisione
- L'ombra dello scorpione (The Stand), regia di Mick Garris – miniserie TV (1994)
- Law & Order: Criminal Intent - serie TV, 111 episodi (2001-2006)
- Homeland - Caccia alla spia (Homeland) - serie TV, 17 episodi (2011-2012)
- Game Change, regia di Jay Roach - film TV (2012)
- Arrow - serie TV, 4 episodi (2012)
- NCIS - Unità anticrimine (NCIS) - serie TV, episodio 10x19 (2013)

## Doppiatori italiani
Nelle versioni in italiano delle opere in cui ha recitato, Jamey Sheridan è stato doppiato da:
- Alessandro Rossi in Lettere d'amore, L'ombra dello scorpione
- Renato Cortesi ne L'ultimo sogno, Syriana
- Massimiliano Lotti in Law & Order - Criminal Intent
- Franco Zucca in Il caso Spotlight
- Gino La Monica in The East
- Luca Biagini in Tempesta di ghiaccio
- Massimo Rinaldi in Perversione mortale
- Carlo Sabatini in Homeland - Caccia alla spia
- Massimo Rossi in Game Change
- Michele Gammino in Arrow
- Paolo Marchese in NCIS - Unità anticrimine
- Gianni Giuliano in Sully
- Oliviero Dinelli in La battaglia dei sessi